# والتر بال
والتر بال (بالإنجليزية: Walter Ball)‏ هو لاعب كرة قاعدة أمريكي، ولد في 13 سبتمبر 1877 في ديترويت في الولايات المتحدة، وتوفي في 15 ديسمبر 1946 في شيكاغو في الولايات المتحدة.